# Gabriel Cañas
Gabriel José Cañas Garcés (Las Condes, Santiago, 8 de enero de 1986) es un actor y cantante chileno.
Conocido por participar en varias obras musicales de teatro, así como en diversas películas, telenovelas y series; también es parte del área dramática del canal Mega desde 2017, en donde allí actuó en varias telenovelas como Perdona nuestros pecados, La ley de Baltazar, Generación 98 y El señor de La Querencia, entre muchas otras. 
Dentro de los proyectos actorales en donde participa, uno de los más destacados en el teatro fue protagonizar la obra musical-homenaje Mercury, la leyenda, en donde interpreta al recordado vocalista del grupo de rock británico Queen, Freddie Mercury.

## Carrera
Gabriel José Cañas Garcés nació un 8 de enero de 1986, en la comuna de Las Condes, de la capital de Santiago, en Chile. Pasó su infancia en la comuna de Pirque y se crió en el campo con sus padres y hermanos.  
Estudió desde toda la enseñanza básica hasta toda la enseñanza media en el Colegio San Isidro, perteneciente a la congregación católica Legionarios de Cristo, en la comuna de Buin; en donde además de estudiar allí, participó en varias actividades artísticas, también ha participado en el coro de la parroquia de su colegio allí. Desde ese momento, demostró que la actuación y la música son sus gustos.  
Años después y ya egresado de su colegio, Gabriel viajó a la capital para estudiar Teatro en la Universidad de Chile; en donde tiempo después luego de cinco años de esfuerzo, dedicación, sacrificio y mucho trabajo, finalmente fue egresado en 2009. También se ha desempeñado como profesor y preparador vocal en diversas instituciones académicas y proyectos artísticos como la Universidad Uniacc y muchas otras; además de trabajar principalmente con la técnica vocal Roy-Hart, adquirida tanto en Francia como en su natal Chile. Fue amadrinado por su gran amiga, la también actriz y cantante Annie Murath, de quien también es su ayudante. Él es parte de dos compañías teatrales como Compañía Terrícola y Teatro Bonobo. 
Durante sus años de carrera actoral, ha actuado en varias y diversas obras de teatro, sobretodo, en varias comedias musicales y homenajes, tales como Paul y John (homenaje a The Beatles), Morir de Amor, Vivo por Ella, LOVE y Fantasmas Borrachos en Concierto, entre muchas otras; pero su papel más destacado en este rubro y que lo llevó a conocer como actor y cantante en su país fue el del recordado cantante, músico y compositor británico Freddie Mercury, vocalista del mítico grupo de rock británico Queen, en la obra musical-homenaje Mercury, la leyenda, en donde además demostró su calidad vocal al interpretar las canciones de la banda en vivo.   
También, debutó en televisión participando tanto en varias telenovelas como en diversas series de varios canales, además de dar sus primeros pasos en el cine actuando en varias películas como La Casa. Además colaboró en un capítulo del segmento en línea de cuentos para niños Había una vez Online, realizado para las redes sociales oficiales del Teatro Municipal de Las Condes, en julio de 2021.   
En 2017, se integró al elenco de actores del área dramática del canal chileno Mega y su primera telenovela en donde participó como actor fue en la controvertida telenovela nocturna Perdona nuestros pecados, allí interpretó a Horacio Möller, esposo de María Elsa Quiroga, personaje interpretado por la actriz Mariana di Girolamo; a esto se sumaron sus pequeños papeles en otras telenovelas del canal como Edificio Corona.  
En 2022, interpretó a Mariano Rodríguez en la telenovela vespertina La ley de Baltazar, en donde además, durante el transcurso de esa historia, su personaje se autodeclararía homosexual; por este trabajo ganó el Premio Caleuche como "Mejor Actor de Reparto" en el rubro Telenovela. Un año después, participó en otra producción de este mismo canal, la telenovela nocturna de comedia dramática nominada al Premio Copihue de Oro del popular periódico chileno La Cuarta como "Mejor Ficción", Generación 98; allí hizo el papel de Hernán "Chico" Olmedo, un estafador que se vuelve millonario para sorprender a sus excompañeros de colegio preparando como especie de su "dulce venganza" luego del bullying que sufrió por sus humildes orígenes durante su etapa escolar. Además, actuó en su versión teatral llamada Generación 98, la prueba final, donde interpretó al mismo personaje, aparte de seguir actuando tanto en teatro como en cine.   
Tiempo después, Gabriel encarnó a José Luis Echeñique, más conocido como "El señor de La Querencia" en la telenovela dramática y de época homónima, que es adaptación y reinicio de una polémica y exitosa telenovela que transmitió Televisión Nacional de Chile años atrás. Esta producción ganó su primer y único Premio Produ como "Mejor Guión de Telenovela o Superserie", y él recibió muy emocionado el Premio Caleuche como "Mejor Actor" también en el rubro Telenovela y por este papel. Además, allí en este "remake" comparte escenas con María Gracia Omegna y Nicolás Oyarzún. 
Como cantante, participó con su amigo, el también actor Gabriel Urzúa, en el concierto RockStar Band, en donde interpretan varios covers de conocidos temas de emblemáticas bandas y cantantes de rock, también grabó un dueto con la también actriz y cantante Magdalena Müller el tema «The Winner Takes It All», cover del grupo pop sueco ABBA para el canal oficial de Youtube de ella; y ha cantado en varios programas de televisión en donde fue invitado. Además colaboró en su momento con la banda de rock-jazz chilena Akinetón Retard en dos conciertos como invitado, en donde cantó dos canciones. 
En su cuenta oficial de Instagram, Gabriel ha grabado varios vídeos mostrando sus dotes de cantante, su vídeo más viral allí fue cuando interpretó su conmovedora, potente, emotiva y desgarradora versión del tema «Bella sin alma», éxito de los 70's del cantautor italiano Riccardo Cocciante.

## Vida personal
Gabriel se manifestó abiertamente su homosexualidad, es por ello que, en el 2016 contrajo el acuerdo de unión civil con su pareja, el bailarín Gonzalo Beltrán.

## Filmografía

### Cine
| Año  | Título                 | Director                   |
| ---- | ---------------------- | -------------------------- |
| 2017 | Tarde para morir joven | Dominga Sotomayor Castillo |
| 2019 | La Casa                | Jorge Olguín               |
| 2020 | Matar a Pinochet       | Juan Ignacio Sabatini      |
| 2023 | Gran Avenida           | Moisés Sepúlveda           |
| 2023 | Allanamiento           | Camila Rodo                |
| 2023 | La Práctica            | Martin Rejtman             |
| 2024 | María Mar              | Rocío Huerta               |
| 2024 | El lugar de la otra    | Maite Alberdi              |

### Televisión
| Año       | Título                   | Papel                   | Ref.                                   |
| --------- | ------------------------ | ----------------------- | -------------------------------------- |
| 2011      | La doña                  | "El Verdugo"            | ¿? episodios                           |
| 2013–2014 | El regreso               | Miguelo Abdhala         |                                        |
| 2014      | Caleta del sol           | Darío "Chungungo" Jerez |                                        |
| 2015      | La poseída               | Pedro Faúndez           |                                        |
| 2017–2018 | Perdona nuestros pecados | Horacio Möller          |                                        |
| 2019      | Río oscuro               | Alberto Echeverría      |                                        |
| 2021      | Edificio Corona          | Benjamín Lozano         | ¿? episodios                           |
| 2021      | Amar profundo            | Felipe Sandoval         | ¿? episodios                           |
| 2022–2023 | La ley de Baltazar       | Mariano Rodríguez       | Antagonista; 221 episodios             |
| 2023–2024 | Generación 98            | Hernán "Chico" Olmedo   | Protagonista antagónico; 179 episodios |
| 2024      | El señor de La Querencia | José Luis Echeñique     | Protagonista; 80 episodios             |

| Año  | Título                     | Papel          | Canal               |
| ---- | -------------------------- | -------------- | ------------------- |
| 2013 | Ecos del desierto          | Juan Carlos    | Chilevisión         |
| 2016 | Por fin solos              | Franco Farías  | Televisión Nacional |
| 2016 | 62: Historia de un mundial | Jorge Rojas    | Televisión Nacional |
| 2022 | Celeste                    | Roque Castillo | NTV                 |
| 2023 | La vida de nosotras        |                | Televisión Nacional |

### Teatro
| Año       | Título                                    | Director                      |
| --------- | ----------------------------------------- | ----------------------------- |
| 2006      | Todas las Derrotas Vuelven                | Cristóbal Pizarro Schkolnik   |
| 2007      | Petropolis                                | Ezequiel Tapia                |
| 2009      | Comala                                    | Raúl Osorio                   |
| 2009      | Comida Alemana                            | Cristián Plana                |
| 2010      | La Araukaria Tenedor Kon Papas            | Paloma Molina                 |
| 2010      | Los Dinosaurios Desaparecidos             | Los Contadores Auditores      |
| 2010      | Ismene                                    | Lucia de la Maza              |
| 2010      | La Comisaría                              | Khaled Darwich                |
| 2011      | Ernesto                                   | Manuela Infante               |
| 2011      | Interior                                  | Rodrigo Pérez Müffeler        |
| 2011      | El Hambre                                 | Jacinta Langlois              |
| 2012      | Amansadura                                | Teatro Bonobo                 |
| 2012      | Cuerpo Negro                              | Cristóbal Pizarro Schkolnik   |
| 2012      | Piaf                                      | Marcos Espinoza               |
| 2013      | La Estructura del Fracaso                 | Andrea García Huidobro        |
| 2013      | El Habitad                                | Jacinta Langlois              |
| 2013      | Paul y John                               | Mariana Muñoz                 |
| 2014-2020 | Mercury, la leyenda (Queen)               | Natalia Grez                  |
| 2014      | Edmond                                    | Gabriel Urzúa                 |
| 2014      | Tres Tiempos de America                   | Merkén                        |
| 2015      | Dónde viven los bárbaros                  | Teatro Bonobo                 |
| 2015-2020 | Fantasmas Borrachos en Concierto          | Gonzalo Pinto                 |
| 2016      | Happy End                                 | Álvaro Viguera                |
| 2016      | Numancia                                  | Gopal y Visnu Ibarra Roa      |
| 2016      | Bowie                                     | Emilia Noguera                |
| 2016      | Youtube, una historia de la humanidad     | Compañía Terrícola            |
| 2017      | Conejo Blanco, Conejo Rojo                | Performance                   |
| 2017      | Destino Desamor, homenaje a Violeta Parra | Gonzalo Pinto                 |
| 2018-2024 | Tú Amarás                                 | Teatro Bonobo                 |
| 2018-2019 | Morir de Amor                             | Los Contadores Auditores      |
| 2019      | Humane                                    | Compañía Terrícola            |
| 2019-2020 | Vivo por Ella                             | Los Contadores Auditores      |
| 2020      | Mentes Salvajes                           | Víctor Carrasco               |
| 2020      | Los Fakes                                 | Compañía Terrícola            |
| 2020      | LOVE                                      | Elvira López                  |
| 2021      | Avalancha                                 | Los Contadores Auditores      |
| 2022-2025 | Temis                                     | Teatro Bonobo                 |
| 2023      | El Gran Silencio                          | Compañía Terrícola            |
| 2023      | Alma 50                                   | Gonzalo Pinto                 |
| 2024      | Generación 98, la prueba final            | Los Contadores Auditores/Mega |
| 2024      | La Gran Noche del Rock                    | Natalia Grez                  |
| 2025      | Estámpida humana                          | Teatro Bonobo                 |

### Vídeos musicales
- «Vela», de Jorge Mercado

## Premios y nominaciones
| Año  | Premio                                    | Ganador o Nominación |
| ---- | ----------------------------------------- | --- |
| 2006 | Festival de Teatro Víctor Jara            | Ganador a Mejor Actor |
| 2010 | Contadores Awards                         | Ganador a Mejor Reemplazo |
| 2012 | Contadores Awards                         | Ganador a mejor Actor Secundario                                                                                               |
| 2016 | Premio Caleuche                           | Nominado a Mejor Actor Protagónico en Serie por Por fin solos                                                                  |
| 2016 | El Mercurio                               | Elegido entre los 100 líderes jóvenes de Chile                                                                                 |
| 2018 | Premio Caleuche                           | Ganador como Mejor Actor de Soporte en Telenovela por Perdona nuestros pecados                                                 |
| 2020 | Premio Caleuche                           | Nominado como Mejor Actor de Cine por La Casa                                                                                  |
| 2021 | Festival de Cine Internacional de Iquique | Ganador del Premio como Mejor Actor por Gran Avenida                                                                           |
| 2023 | Premio Caleuche                           | Ganador como Mejor Actor de Soporte en Telenovela por La ley de Baltazar                                                       |
| 2023 | Copihue de Oro                            | Nominado Actuación del Año por La ley de Baltazar                                                                              |
| 2023 | Premios PRODU                             | Nominado como Mejor Actor Protagónico en Telenovelas o Super-series por Generación 98                                          |
| 2024 | Premio Caleuche                           | Ganador Mejor Actor Protagónico en Telenovelas por Generación 98 y Nominado a Mejor actor Protagónico en Cine por Gran Avenida |
| 2024 | Premios PRODU                             | Nominado como Mejor Actor Protagónico en Superseries por El señor de La Querencia                                              |
| 2025 | Premios Caleuche                          | Ganador como Mejor Actor Protagónico en Telenovela por El señor de La Querencia                                                |